# Politiskt spektrum

Den politiska kompassen är ett av flera sätt att illustrera politiska positioner. Här illustreras två dimensioner: X-axeln illustrerar den ekonomiska dimensionen. Y-axeln illutrerar den frihetliga dimensionen.

Ett politiskt spektrum är ett system för att klassificera olika politiska positioner på en eller flera geometriska axlar som symboliserar oberoende politiska dimensioner.
Statsvetare har upprepade gånger påpekat att den vanligt förekommande höger–vänster-skalan är otillräcklig för att beskriva befintliga variationer i politiska uppfattningar och lägger ofta till fler, eller andra, axlar för att illustrera fler dimensioner. De ord som beskriver motpolerna på dessa axlar varierar, men i två dimensioner brukar axlarna vara sociokulturella frågor och ekonomiska frågor.
Beroende på vilka skalor som väljs kan partier hamna nära eller långt ifrån varandra.

## Vanliga skalor

### Höger–vänster-skalan
Den vanligaste och mest förenklade modellen är höger–vänster-skalan som ursprungligen avsåg ledamöternas platser i det franska parlamentet efter revolutionen 1789–1799. Skalan har senare kommit att bemärka en rad olika skiljelinjer vid olika tidpunkter och vad som läggs i vänster respektive höger varierar mellan länder.

### GAL-TAN-skalan
GAL-TAN (grönt, alternativt och libertärt mot traditionellt, auktoritärt och nationalistiskt) är benämningen på en politisk indelningsdimension för politiska värderingar. Ibland kombineras den med höger–vänster-skalan för att tillsammans spänna upp ett två-dimensionellt diagram.
GAL-TAN-skalan har kallats ofärdig och tillrättalagd och ifrågasatts som analytiskt verktyg eftersom det är oklart om de som bedöms sympatisera i riktning mot GAL, eller TAN, egentligen har särskilt mycket gemensamt. I GAL–TAN placeras vanligtvis Feministiskt initiativ och Sverigedemokraterna i varsin ytterlighet, medan de på en renodlad frihetlig-auktoritär skala kan hamna nära varandra trots att GAL-TAN-placeringarna indikerar motsatsen.

## Bildgalleri

Nolan-diagram
Inglehart–Welzels karta över kulturella värderingar i världen av World Values Survey